# قاعة كارفاخال
قاعة كارفاخال هي القاعة الوحيدة في مليلية ( إسبانيا )، وتقع في رقم. ° 12 من شارع كانديدو لوبيرا ، إنسانش الحداثي والذي يعد جزءًا من المجموعة الفنية التاريخية لمدينة مليلية ، وهو أحد الأصول ذات الأهمية الثقافية . 

## تاريخ
في 17 يوليو 1962، أذن المجلس البلدي ببنائه بأمر من رئيس بلدية مليلية لويس كارفاخال أريتا . 

## مرافق
المساحات المعمارية التي تحتوي عليها قاعة كارفاخال هي كما يلي:
منطقة خارجية
وصول
- من الجمهور (بالواجهة الرئيسية)
- من الموظفين (على الواجهة الشرقية)
- من الممثلين (على الواجهة الغربية)

المنطقة الادارية
- الاستقبال والتحكم
- غرفة الإنتظار
- منطقة السكرتارية
- مقصورة المسؤول
- دورات مياه للرجال والنساء

منطقة المقاعد
- القاعة والمدرجات
- خشبة المسرح أو المنتدى والمرحلة
- كشك العرض والتحكم في الإضاءة
- دورات مياه للرجال والنساء

منطقة غرفة تبديل الملابس
- غرف تبديل الملابس النسائية العامة
- غرف تبديل ملابس جماعية خاصة مع حمام
- دورات المياه والحمامات وغرف الملابس الجماعية

## الاستخدامات
تُستخدم مرافق القاعة كخلفية لفعاليات مثل حفل ميس آند ميستر مليلية غالا ومهرجان كرنفال تشيريغوتاس آند كومبارساس ومهرجان يونغ سبرينغ مع الحفلات الموسيقية في فصل الصيف.